# Highland
«Highland» (укр. Високогір'я) — німецький гурт, що виконує музику в стилях поп та хіп-хоп з елементами псевдоопери, утворена в 1999 році.
«Highland» знайшла популярність за рахунок грамотного співвідношення репу (у чоловічому та жіночому виконанні) і специфічної музики, присмаченою симфонічними мотивами і шотландським фолком. Родзинку додавав своєрідний і глибокий вокал, виконуваний переважно італійською мовою.
В Україні група знайшла популярність в 2000. році завдяки пісні «Se Tu Vuoi» і кліпу, присвяченому легенді про короля Артура. Основними хітами є також «Bella Stella» (1999), «Solo tu» (2000), «Veni Vidi Vici» (2001).
У 2008 році група здивувала російських слухачів, виконавши російською мовою пісню «Under Blue Sky» з репертуару Бориса Гребенщикова.
Зі створенням групи Highland пов'язаний забавний курйоз. Майбутня солістка гурту — Ніколь Гайланд, будучи присутньою на весіллі друзів, замість подарунку молодятам, виконала пісню. Натхнені її голосом, друзі допомогли їй знайти музичний колектив, який згодом став повноцінною групою.

## Історія
Їх музика є впізнаваємою завдяки використанню італійських і латинських текстів, іноді разом з хіп-хопом і репом, у виконанні англійської мови. Членами групи були співачка Ніколь Хайленд і репери Дін Берк і Патріс "Леді Шрам" Ганзау. Їх музика написана і спродюсована Майком Майклсом, Марком "ММ" Доларом і Марком Тютюном, які також є артистами таких груп як Music Instructor, Boyz і Айман. Дін Берк також працював з Music Instructor. Хайленд, як діючий колектив, проте, існували тільки протягом декількох років. Треки були написані Харді Кречом, Марком Ніссеном і Тоні Берарді. Проект був підготовлений Харді Кречом, Марком Ніссеном і співпродюсерами Тріплом М. і Андреасом Поле.
Їх перший сингл Bella Stella, який був виконаний італійською Ніколь Хайленд, та в РПД-виконанні Діном Берком і Патрісою "Леді Шрам" Ганзау англійською мовою, був випущений в кінці 1999 року, який в кінцевому підсумку став хітом топ-10 як у Німеччині та Австрія, також і досягнувши 12 позиції в Швейцарії. У 2000 році вони випустили альбом "Белла Стелла", яка виступив 52 номером  у Німеччині і номер 87 у Швейцарії. Ще три синглу було випущені - Se Tu Vuoi, до складу якого учасники слідують тій же техніці, як його попередники під номером 20 на німецькому чарті і № 12 на швейцарської діаграмі, їх третій сингл Solo Tu помірно досягнув 47 у Німеччині та 62 позиції у Швейцарії, однак, відрізнявся від перших двох синглів.  Четвертий сингл Veni Vidi Vici, що звучав дуже схоже на перші два сингли, складався лише з жінок реп-виробництва Ганзау. Виповнюється на італійській мові Хайленд. Трек вдалося популяризувати тільки в Німеччині, в кінцевому результаті він досягнув 59 позиції.
У 2001 році Highland також випустила сингл Magic Fortuna, який був заснований на O Fortuna, рух від "Карміна Бурана" Карла Орфа. Пісня складається з Eurodance мелодії, а також вокалу Heiland у виконанні разом з іншими чоловіками-вокалу у фоновому режимі. Він виступив під номером 33 у Німеччині та окреслив помірковану позицію в інших німецькомовних країнах пік під номером 80 у Швейцарії і 66 в Австрії.
Група випустила свій другий альбом Dimmi Перш у 2008 році. Це показало ремастеринг версії деяких зі своїх попередніх показів, цього разу без реп-вистави, і вісім нових пісень. Дін Берк сприяв новому матеріалу, але Патріс Ганзау не включена в альбом. Хоча кілька пісень шаблонні (Occhi Blue дуже нагадує Se Tu Vuoi, як один з прикладів), оригінальні мали  багато свіжих ідей, деякі з них схожі на роботи німецьких колег Highland Lesiem.
Ніколь Хайленд була залучена в готичну поп-рок-групу Хайленд з гітаристом Мартіном Отто.

## Сучасність
У цей час, група Highland вважається недіючою. Солістка Ніколь бере участь у новій групі "Heiland", де виконує пісні в стилі готик-рок і метал, а Дін зайнявся власною сольною кар'єрою.